# 滁州市各级文物保护单位列表

## 国家级

### 凤阳县
1. 明中都皇故城及皇陵石刻

### 来安县
1. 半塔保卫战旧址

### 琅琊区
1. 琅琊山摩崖石刻及石碑

## 省级

### 琅琊区
1. 琅琊寺
2. 醉翁亭
3. 清流关
4. 何郢遗址

### 南谯区
1. 丰乐亭
2. 濮家墩遗址
3. 上水关
4. 下水关
5. 广惠桥

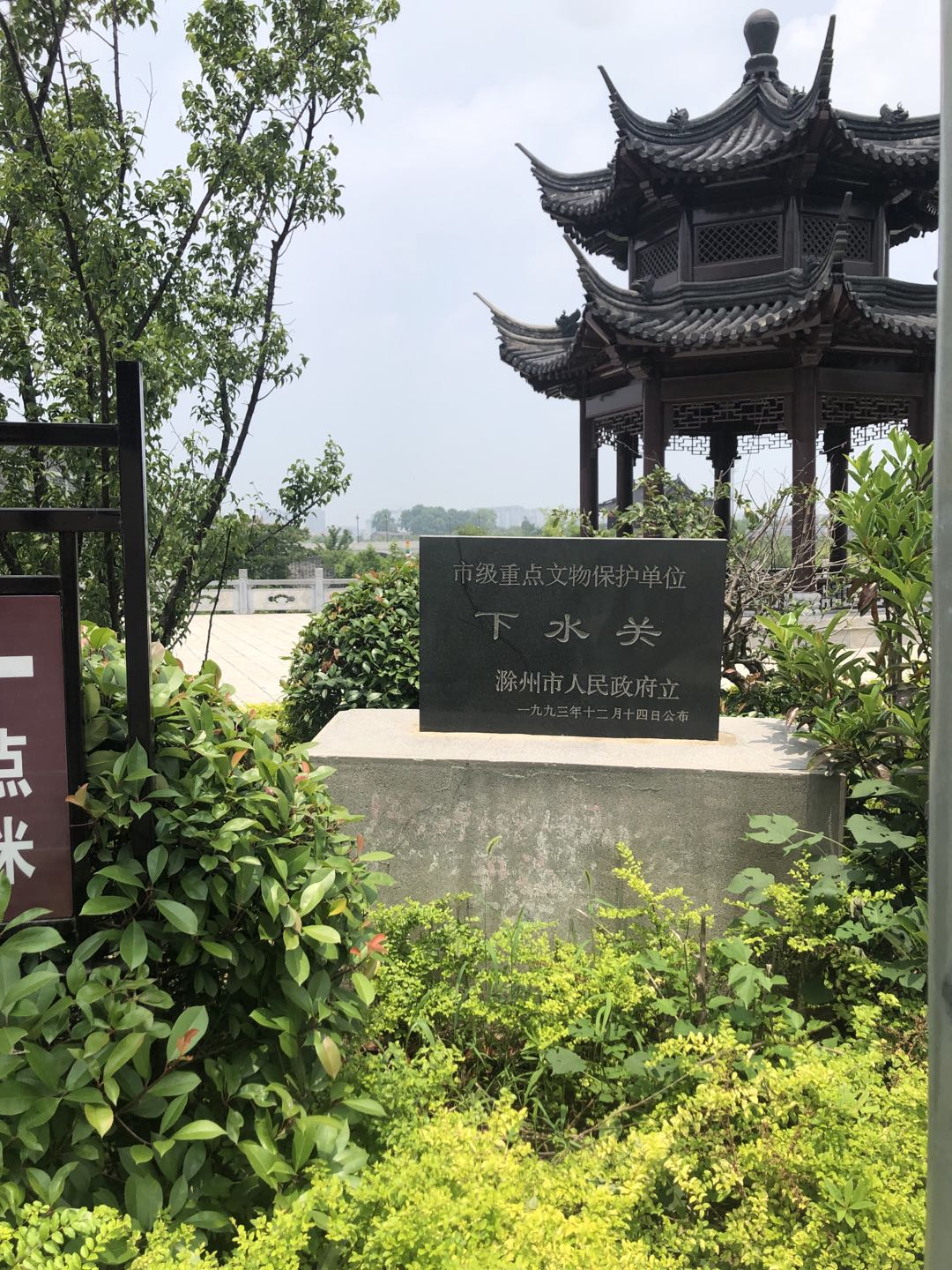
下水关碑
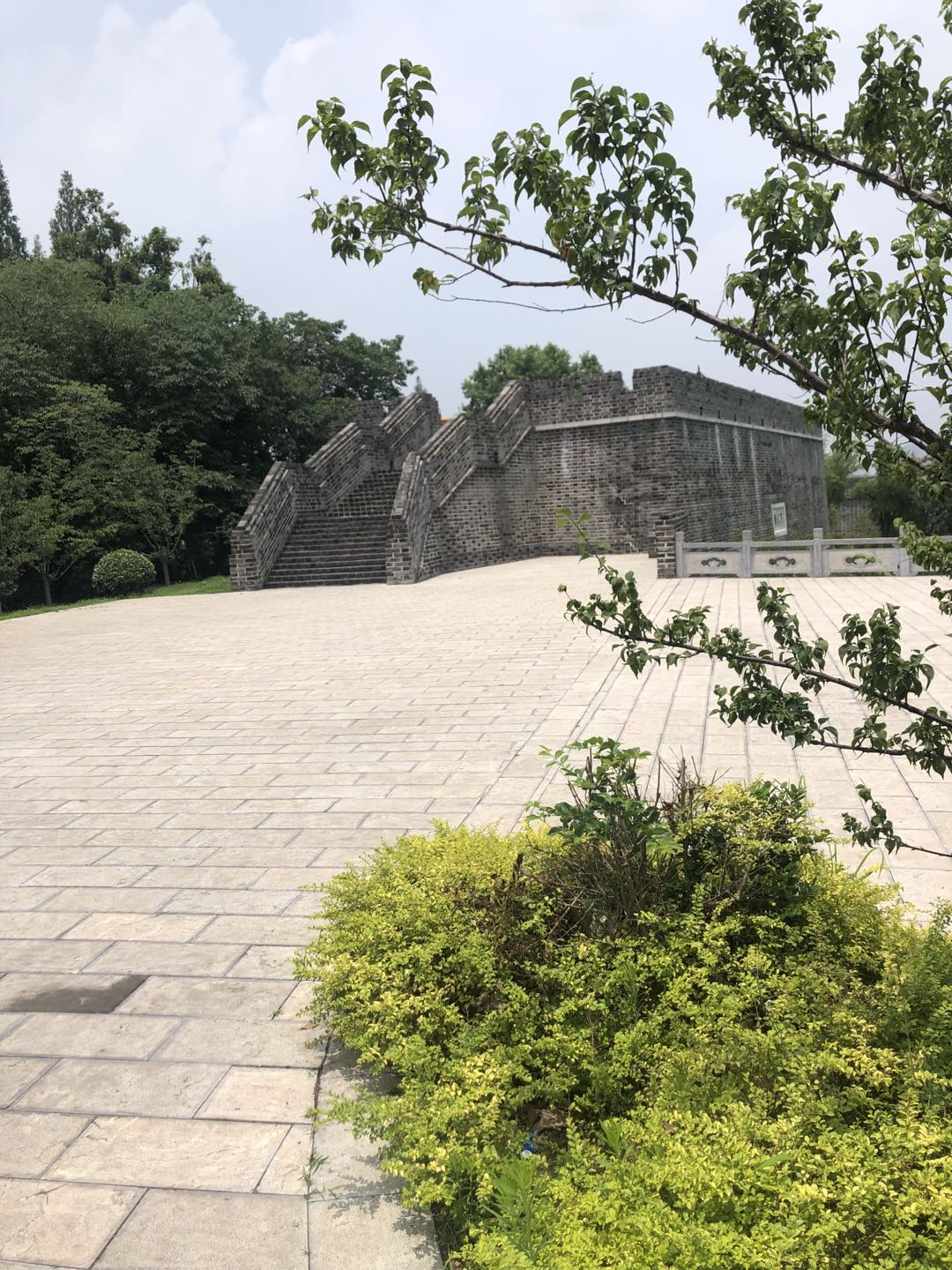
下水关

### 明光市
1. 法华禅庵塔
2. 古戏台
3. 火神庙
4. 嘉祐禅院古建筑群
5. 辛氏庄园

### 天长市
1. 石梁土城遗址
2. 杨捷墓石刻
3. 抗大八分校旧址
4. 天长图书馆旧址
5. 普济桥

### 全椒县
1. 国光楼
2. 梅花垄古墓群
3. 神山寺
4. 襄河古桥

### 凤阳县
1. 钟离城遗址
2. 龙兴寺
3. 鼓楼基座
4. 玉蟹泉摩崖石刻
5. 陈德墓石刻

### 定远县
1. 侯家寨遗址
2. 东城遗址
3. 池河太平桥

### 来安县
1. 尊胜禅院旧址